# Brian McGuire
Brian McGuire (ur. 13 grudnia 1945 w East Melbourne, zm. 29 sierpnia 1977 w Brands Hatch) – australijski kierowca wyścigowy. Wyjechał do Wielkiej Brytanii w celu zrobienia kariery wraz z młodym kierowcą Alanem Jonesem.

## Życiorys

### Wczesna kariera
Brian urodził się w Melbourne, gdzie prowadził swój warsztat. W 1966 roku wyjechał do Europy i zmuszony został do otwarcia nowej firmy, by finansować wyścigów motocyklowych, które kochał od dziecka. W 1969 roku ścigał się w Formule Ford, gdzie wygrał swój pierwszy wyścig na torze Lydden Hill. Pozostał w tej formule do roku 1971, kiedy przeniósł się do Formuły 3 i jako współzałożyciel związku kierowców australijskich startował z Allanem McCullym i Alanem Jonesem, wykorzystując bolidy Brabhama. Brian miał kilka małych sukcesów w 1971 i 1972 roku.

### Formuła
Po nieudanych do występach, Brian zrobił sobie przerwę, z powodu wydatków związanych z otwarciem firmy Windmill Motor Caravan w Brentford. W 1974 roku nabył on Trojana T1O1 i startował w Formule 5000. Bolid Trojan nie był jednak konkurencyjny, więc w 1975 roku Brian zastąpił go Lolą T332, takim samym bolidem, jakim rok wcześniej Bob Evans wywalczył tytuł.
Wraz z rokiem 1976, McGuire kupił od Franka Williamsa stary bolid FWO4. Został zgłoszony w grupie 8. Niespodziewanie Brian okazał się jednym z pretendentów do mistrzowskiej korony, dzięki czemu zdobył wsparcie bardzo bogatej firmy Kelly Girl, dzięki czemu zespół mógł się rozwijać. Bolid był pomalowany w żywy, zielony kolor. Pod koniec sezonu, na torze Thruxton panowały złe warunki. Większość kierowców nie było w stanie walczyć w ulewnym deszczu. Wykorzystał to McGuire, zdobywając pole position i wygrywając wyścig.

### Śmierć
Brian McGuire zginął w wypadku podczas sesji treningowej przed GP Wielkiej Brytanii na torze Brands Hatch w poniedziałek 29 sierpnia 1977. Podczas praktyk McGuire wypadł z toru zabijając porządkowego. McGuire również zginął na miejscu. Za przyczynę wypadku przyjęto awarię pedała hamulca.